# Dyscia fleischmanni
Dyscia fleischmanni là một loài bướm đêm trong họ Geometridae.